# Rudolph Hackbarth
Rudolph Geraldo Hackbarth (* 10. März 1994 in Blumenau) ist ein brasilianischer Handballspieler.

## Karriere

### Verein
Rudolph Hackbarth wurde in der von deutschen Auswanderern im Jahr 1850 gegründeten Stadt Blumenau in Brasilien geboren und besitzt deutsche Vorfahren. Der 1,89 m große Rechtsaußen spielte in seiner Heimat für Handebol Blumenau, Handebol Londrina und EC Pinheiros. Seit 2019 ist er in Spaniens höchster Spielklasse, der Liga Plenitude, aktiv. Mit BM Logroño La Rioja nahm er zudem am EHF-Pokal 2019/20 teil. Nach zwei Jahren wechselte er zu Bada Huesca, wo er mit 145 und 116 Toren in den folgenden Spielzeiten zu den besten Schützen des Teams gehörte. Seit 2023 läuft der Linkshänder für REBI Cuenca auf. In der Saison 2023/24 erzielte er 140 Ligatreffer. International war Cuenca in der EHF European League vertreten.

### Nationalmannschaft
Mit der brasilianischen Nationalmannschaft gewann Hackbarth bei der Panamerikameisterschaft 2018 Silber, bei den Panamerikanischen Spielen 2019 Bronze sowie 2023 Silber, bei der Süd- und zentralamerikanischen Meisterschaft 2020 Silber sowie 2022 und 2024 Gold und bei den Südamerikaspielen 2018 Gold.
Außerdem nahm er an den Olympischen Spielen 2020 sowie den Weltmeisterschaften 2019, 2021, 2023 und 2025 teil.